# ポーシャ・ウッドマン
ポーシャ・ウッドマン（Portia Woodman、1991年7月12日 - ）は、ニュージーランドの女子ラグビー選手。結婚後の氏名は、ポーシャ・ウッドマン＝ウィクリフ（Portia Woodman-Wickliffe）。

## プロフィール
- 15人制ラグビー女子ニュージーランド代表（ブラックファーンズ）のレニー・ウィクリフと2013年から交際、2022年12月に結婚した。以後、2人の姓を合わせて、ポーシャ・ウッドマン＝ウィクリフと名乗っている[2]。
- 父カウェナ・ウッドマン（Kawhena Woodman）[3]と、叔父フレッド・ウッドマン（Fred Woodman）[4]は、元オールブラックスの選手。
- 同じく叔父のリチャード・ウッドマン（Richard Woodman）は、NPCノースランドでプレーしていた[5]。
- 叔母のテ・アロハ・キーナン（Te Aroha Keenan）は、ネットボールのニュージーランド代表シルバーファーンズの選手だった。
- マオリ族（ガプヒ族）出身。

## 略歴
2012年、トランスタスマン・ネットボール・リーグでプレー。
2012年オセアニア女子セブンズ選手権で、ニュージーランド代表としてセブンズ国際デビューを果たした。2012-13IRB女子セブンズワールドシリーズでは、同シリーズ最高となる21トライ105得点を記録した。ラグビーワールドカップ・セブンズ2013でチームが優勝し、ウッドマンは最高得点者となった。
2013年、15人制ラグビー女子ニュージーランド代表ブラックファーンズとして、イングランド戦で15人制デビューを果たす。
ワールドラグビー女子セブンズシリーズ2014-15では52トライを記録し、男女あわせて7人目、女子では初となる、1シリーズ50トライ超えの選手となった。2015年、ワールドラグビー女子セブンズ年間最優秀選手に選ばれた。
2016年、リオ五輪の7人制女子ニュージーランド代表に選ばれて銀メダルを獲得。
女子ラグビーワールドカップ2017で優勝し、最多トライ（13）と最多得点（65）を記録した。
2021年、東京オリンピックに7人制女子ニュージーランド代表として出場し、金メダルを獲得。
2022年、ラグビーワールドカップ2021の女子ニュージーランド代表として2連覇。オーストラリア戦ではハットトリック（3トライ）を達成。
HSBC SVNS 2023-24が、出場してきた国際セブンズとして50大会目となる。
2024年、2024年パリオリンピックの7人制女子ニュージーランド代表として出場し、金メダルを獲得。
2024年10月下旬から今2025年2月上旬まで三重パールズに加入。パートナーのレネー・ウッドマン＝ウィクリフ（Renee Woodman-Wickliffe）は同チームのアシスタントコーチに就任した。
2025年4月22日、代表引退を撤回し、3大会目となる女子ワールドカップ2025への出場を目指す。

## 受賞歴
- 2015年ワールドラグビー女子15人制年間最優秀選手賞[11]
- 2017年ワールドラグビー女子15人制年間最優秀選手賞[21]
- 2017年マオリ・スポーツウーマン・オブ・ザ・イヤー[22]
- 2020年ワールドラグビー女子セブンズ10年間最優秀選手[23]
- 2022年ワールドラグビー女子15人制・ドリームチーム[24]